# 埃尔莫劳·巴尔巴罗
埃尔莫劳·巴尔巴罗（義大利語：Ermolao Barbaro，1454年—1493年），文艺复兴时期欧洲威尼斯的人文主义者和外交家。曾出版校订和评注希腊古典作家的著作。他最著名的著作是《普林尼著作校订》（1493年），该书中有数千处订正和增补，在与植物学相关的部分则重点突出。

## 扩展阅读
- Chisholm, Hugh (编). .  (第11版). London: Cambridge University Press. 1911.